# バルディ家の聖母
『バルディ家の聖母』(バルディけのせいぼ、 イタリア語: Madonna Bardi) 、または『聖母子と洗礼者聖ヨハネと福音者記者聖ヨハネ』（せいぼしとせんれいしゃヨハネとふくいんしょきしゃヨハネ、イタリア語: Madonna tra i santi Giovanni Battista e Giovanni evangelista) は、現在ベルリン絵画館にあるサンドロ・ボッティチェッリによる1480年代のテンペラの板絵である。 その第一の名称は、富裕なフィレンツェの銀行家、アーニョロ・バルディから由来し、バルディによりフィレンツェのサント・スピリト聖堂にあるバルディ家の家族用礼拝堂のために委嘱された。1485年の終わりごろに完成した。
絵画は、聖母の処女性（背景の閉ざされた園 'hortus conclusus'）、純粋さ（白いユリ）、無垢さ（聖母の玉座の下にある「神秘的な花瓶」の白い花）と、新しいヴィーナスとしての聖母の地位（ギンバイカ）などの象徴を含んでいる。花瓶の赤い花はまた、キリストの受難と2人の聖ヨハネ (左の洗礼者聖ヨハネと、右の福音書記者聖ヨハネ) の殉教をほのめかし、オリーブと月桂樹の枝は受肉の神秘を表している。聖母の姿の禁欲的な性格は、サヴォナローラのボッティチェッリへの影響を示している。

## 以下も参照してください
- サンドロ・ボッティチェッリの作品リスト